# Hôtel des Rohan (Soubise)

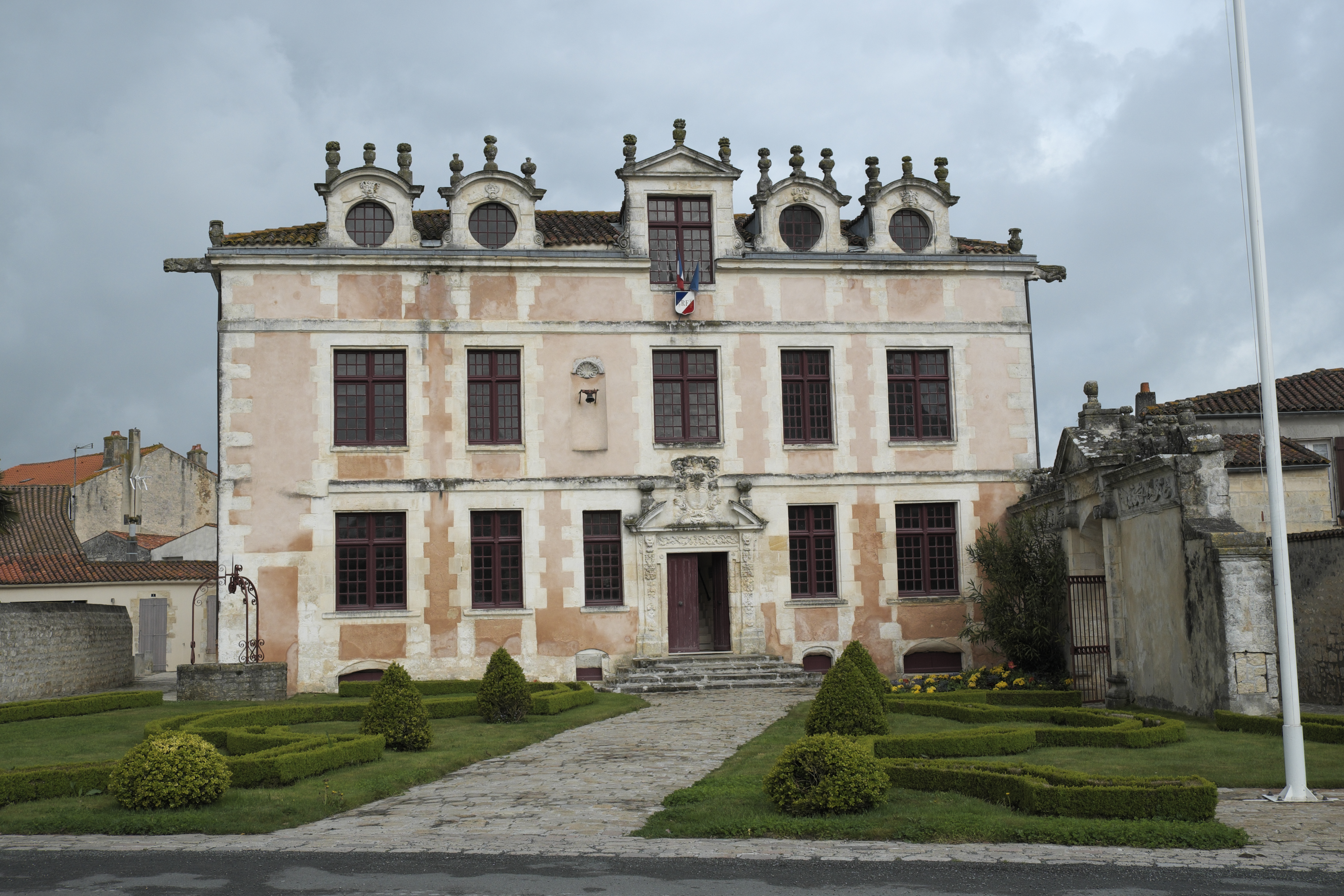
Hôtel des Rohan

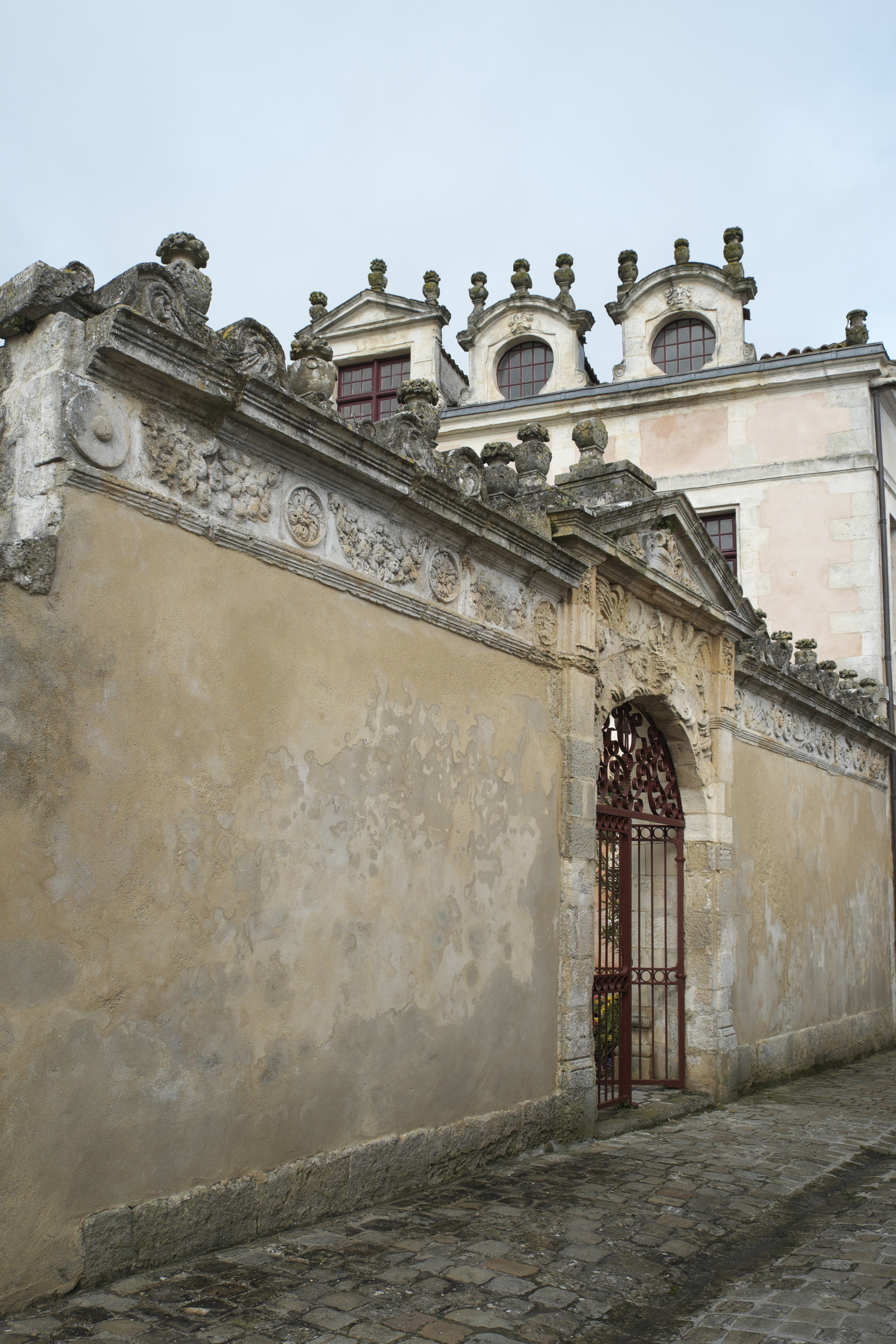
Mauer mit Dekor

Das Hôtel des Rohan in Soubise, einer Gemeinde im Département Charente-Maritime in der französischen Region Nouvelle-Aquitaine, wurde zu Beginn des 17. Jahrhunderts im Stil der Renaissance errichtet. Im Jahr 1928 wurde es als Monument historique in die Liste der Baudenkmäler in Frankreich aufgenommen.

## Geschichte
Das Baronat von Soubise kam 1575 durch die Heirat von Catherine de Parthenay mit René II., dem Vizegrafen von Rohan, in den Besitz des Hauses Rohan. Vermutlich ließ Catherine de Parthenay das Hôtel des Rohan zu Beginn des 17. Jahrhunderts errichten. Ihre Urenkelin, Anne-Julie de Rohan-Chabot, wurde berühmt als Mätresse des französischen Königs Ludwig XIV., der im Jahr 1667 die Herrschaft Soubise zum Fürstentum erhob. Anne-Julies Gemahl, François de Rohan-Soubise, wurde erster Fürst von Soubise. Ende des 17. Jahrhunderts erwarb Ludwig XIV. das Hotel de Rohan und ließ dort ein Krankenhaus einrichten, das bis zur Französischen Revolution in Betrieb war. Anschließend diente das Gebäude als Schule, seit 1982 ist hier das Rathaus eingerichtet.

## Architektur
Vom ursprünglichen Gebäude sind noch die Fassade mit ihren fünf Dachgauben, das Eingangsportal und im Inneren das Treppenhaus mit seiner steinernen Treppe erhalten. Das Portal wird von zwei Pilastern gerahmt, die mit Arabesken verziert sind. In der Mitte des gesprengten Giebels prangt eine Rocaillekartusche, die ehemals das Wappen des Hauses Rohan-Soubise enthielt. Die Dachgauben werden von Vasen bekrönt.
Auch ein Teil der Umfassungsmauer stammt noch aus dem frühen 17. Jahrhundert. An dieser Mauer verläuft oben ein Fries aus Fruchtgirlanden und Trophäen. In die Mauer ist ein Tor mit Dreiecksgiebel eingeschnitten.

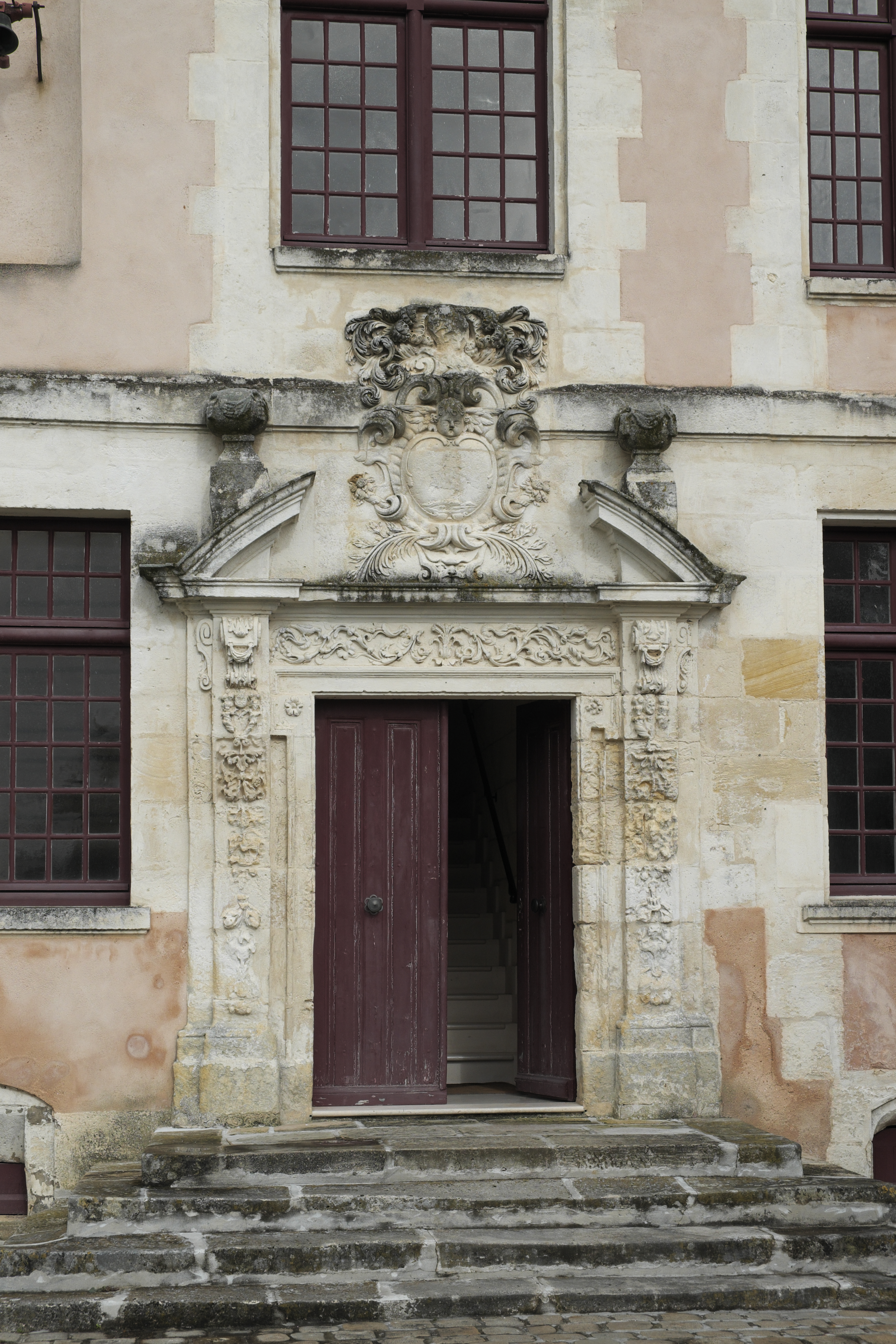
Portal
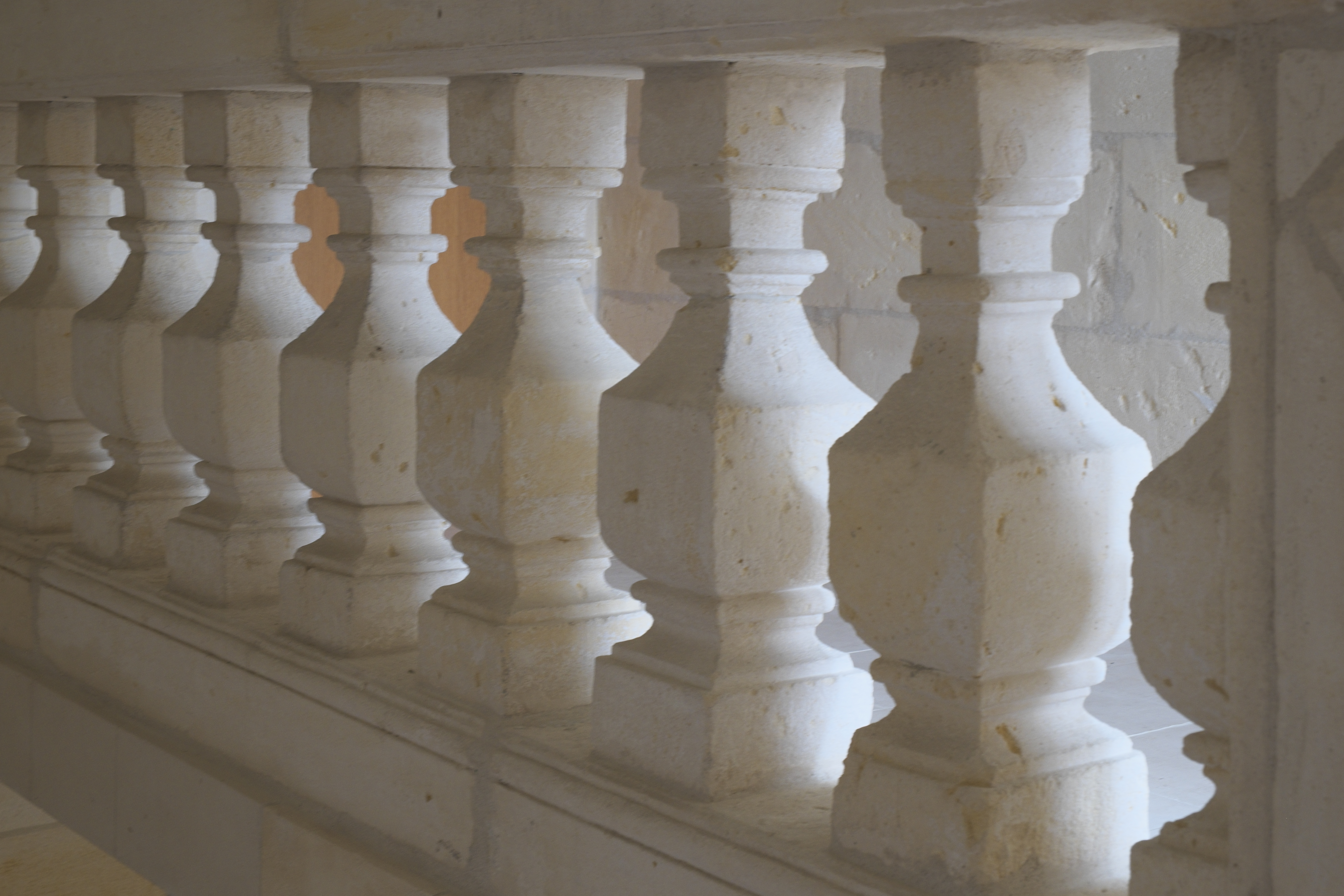
Balustrade
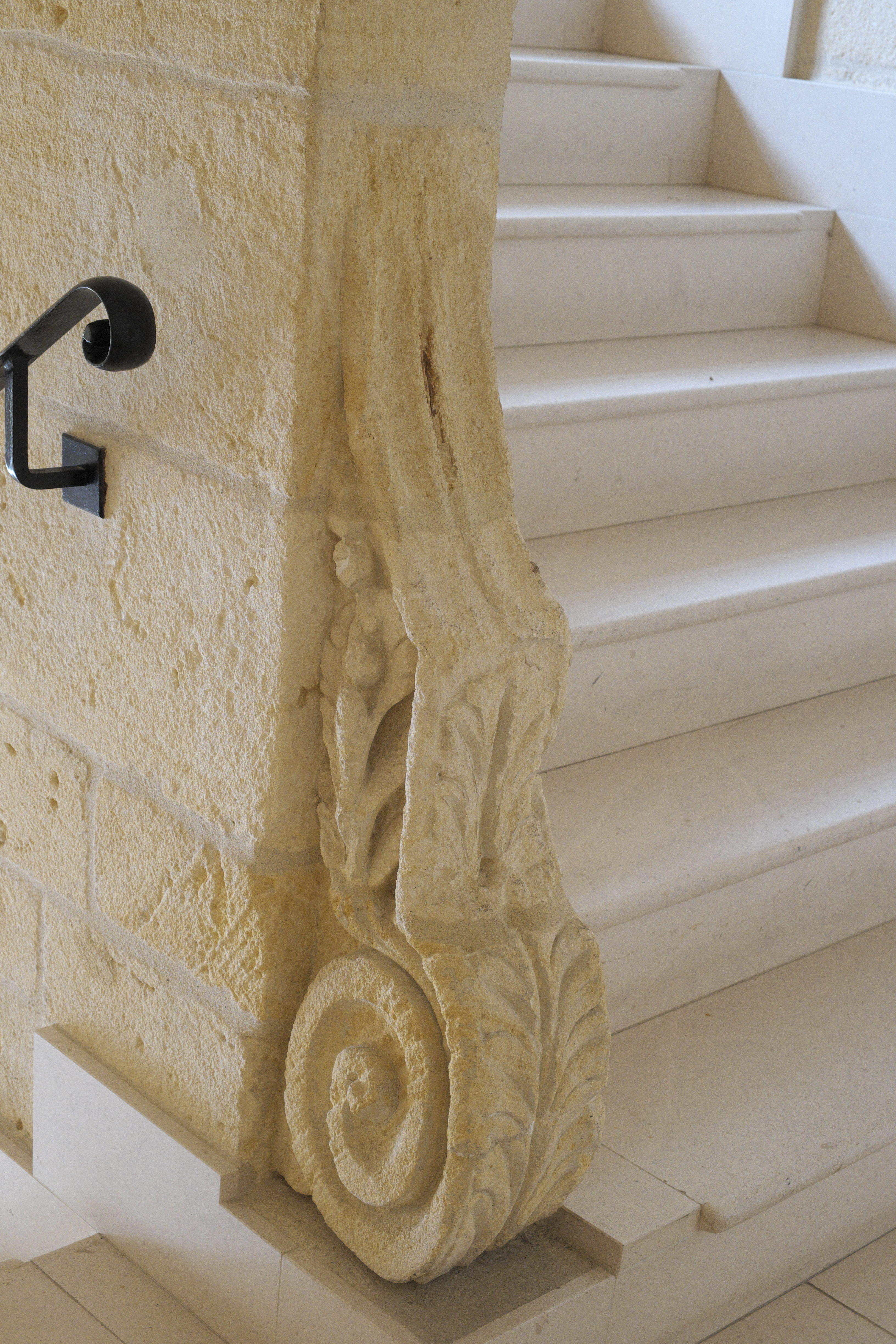
Treppe
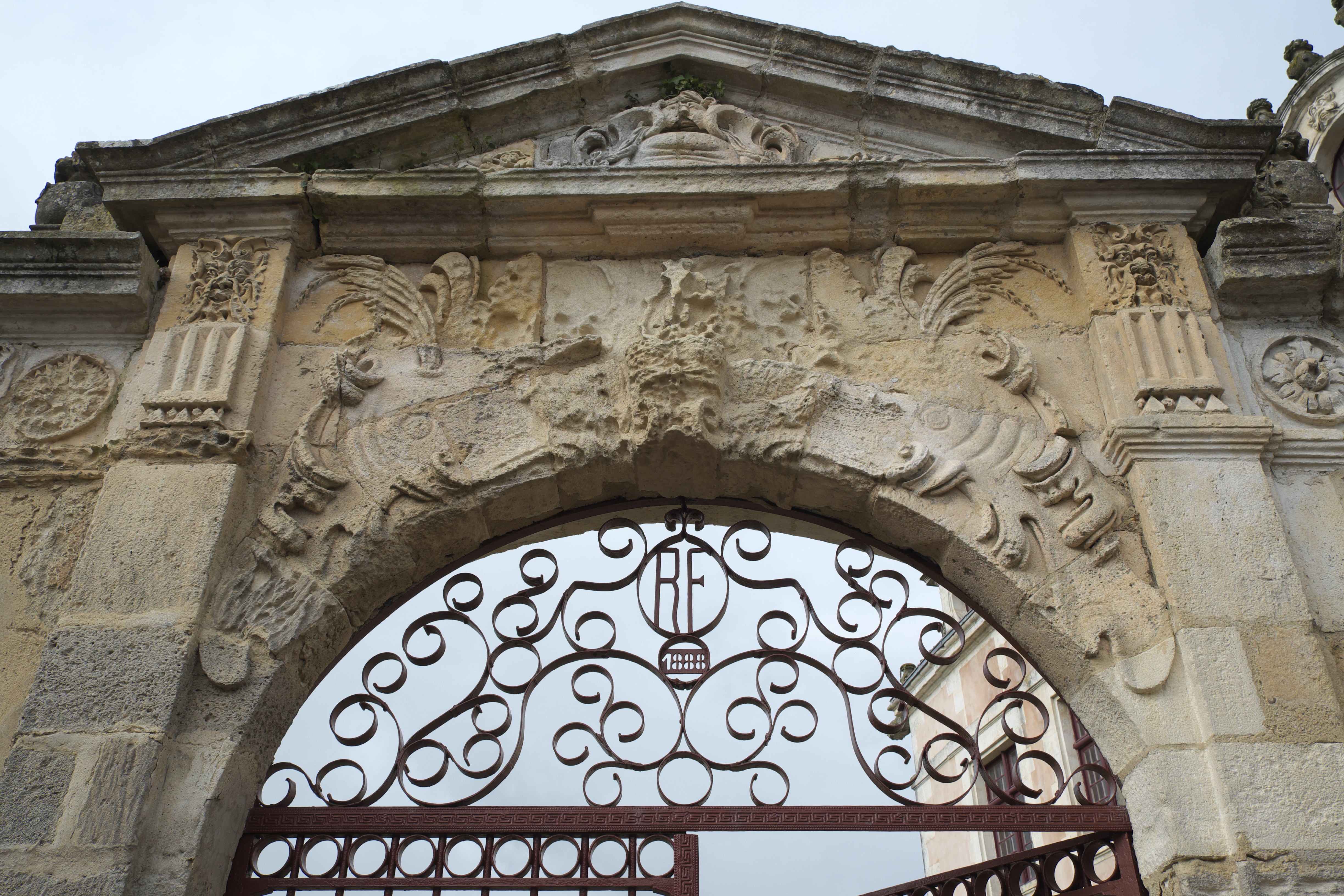
Tor